# Кашина Мапета (Верчели)
Кашина Мапета је насеље у Италији у округу Верчели, региону Пијемонт.
Према процени из 2011. у насељу је живело 18 становника. Насеље се налази на надморској висини од 211 м.